# 钱德拉·威尔逊
钱德拉·威尔逊（英語：Chandra Wilson，1969年8月27日—），美国女演员。曾获得美国演员工会奖最佳戏剧影集女演员。